# 샨티데바

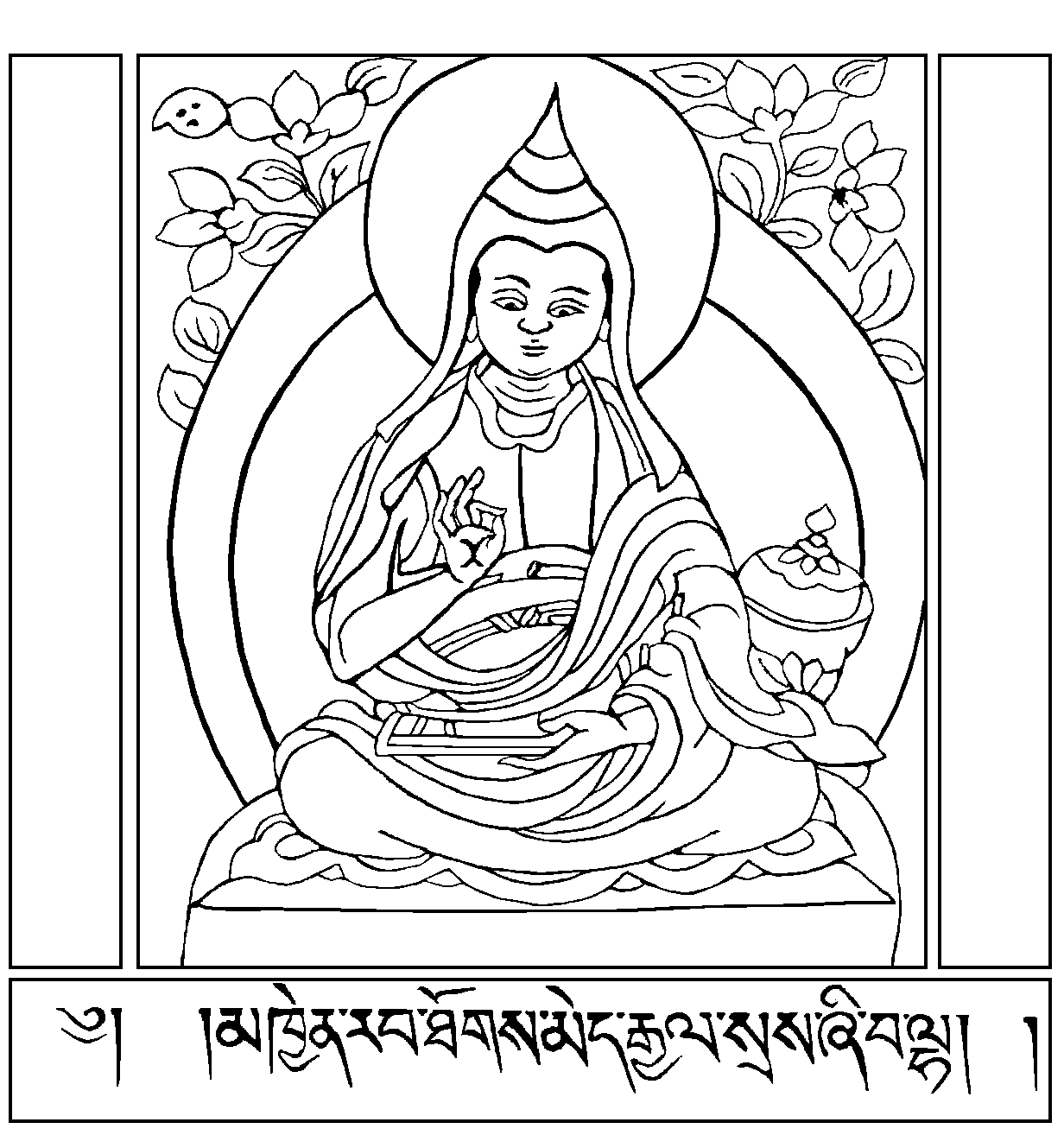

샨티데바(산스크리트어: शान्तिदेव) 또는 적천(寂天 : 685~763C.E.)은 인도의 승려이다. 남인도 현강국(賢疆國)의 왕자로 태어나 왕위 계승 전날밤 꿈에 문수보살을 친견하고 출가하는데, 숲속에서의 고행 후 인도 나란타사에서 정식 승려가 되어 선관(禪觀)을 엄밀하게 닦았다. 대중 앞에서 스스로 체득한 지혜경(智慧境)에서 흘러나오는 『입행론』을 송독한 후 인도 전역을 돌며 불법을 설파했다.